# Falácia do espantalho
A falácia do espantalho é uma falácia informal em que o debatedor ignora referentes (significados) do posicionamento do adversário, substituindo tudo por uma versão mais ou menos distorcida que não representa o que efetivamente o seu adversário defende. Essa falácia é produzida de modo propositado, ou não. Em qualquer caso, facilmente pode ocorrer uma ânsia por tornar o argumento do adversário mais fácil de refutar.
Se a distorção aconteceu por acidente, de forma não-intencional, terá sido porque o debatedor que a produziu realmente não terá entendido o argumento do seu oponente.
Na prática, a falácia consiste em o atacante refutar um argumento ('xespantalho'x) fabricado por ele mesmo. Fica a sensação de vitória, para a plateia, enquanto que a realidade do argumento original, aquilo que o adversário realmente defende, nem sequer foi tocada. Para alguém que não esteja familiarizado com o argumento original, que não esteja ciente da sua significação completa, tal "ilusionismo" de golpes no argumento espantalho será percebido como uma refutação válida do argumento original.

## Formato
Uma formulação para a falácia do espantalho é a seguinte:
1. Pessoa A defende argumento X
2. Pessoa B ataca argumento Y como se atacasse X
3. Na verdade, Y é uma distorção de X